# Naas River
Der Naas River ist ein kleiner Fluss im Australian Capital Territory (ACT; Hauptstadtterritorium von Australien), der größtenteils innerhalb des Namadgi-Nationalparks verläuft. Sein Einzugsbereich definiert die Südgrenze des ACT mit New South Wales.
Der Fluss entsteht in der Clear Range an der Südspitze des ACT am Zusammenfluss von Naas Creek (der am Mount Gadgenby entspringt) und Left Hand Creek (der am Mount Clear entspringt) und fließt nach Norden. Östlich Naas mündet der Naas River in den Gudgenby River, kurz vor dessen Mündung in den Murrumbidgee River.